# ロマノス1世レカペノス
ロマノス1世レカペノス（ギリシア語：Ρωμανός Αʹ Λεκαπηνός, Rōmanos I Lekapēnos, 870年 - 948年6月15日）は、東ローマ帝国マケドニア王朝の皇帝（在位：920年 - 944年）。マケドニア王朝開祖のバシレイオス1世同様、アルメニア人農民の子として生まれ、海軍の士官として出世、帝国海軍の司令長官（ドルンガリオス・トゥー・プロイムー）となった。

## 生涯
917年、コンスタンティノス7世の母で摂政のゾエ・カルボノプシナがブルガリア帝国と戦って敗れ、その権威が失墜すると、ロマノスは919年3月にクーデターを起こしてゾエ・カルボノプシナを追放。娘ヘレネをコンスタンティノスに嫁がせてその義父となり、同年9月には副皇帝、12月には共同皇帝となり、帝国の実権を掌握した。そして920年12月、自ら正皇帝として即位し、コンスタンティノス7世を共同皇帝へ格下げしたのである。
即位後は、巧みな婚姻策によって貴族との結びつきを強化し、レカペノス家による帝位の世襲化を図った。また、宗教上の政策から教会との関係も深め、その経緯から933年にはロマノス1世の末子・テオフュラクトスが総主教となっている。対外においては、ブルガリア帝国のシメオン1世が侵攻して来るが、ロマノス1世はクロアト族と結びあうことでこれを撃退した。やがて927年にシメオンが死去すると、ブルガリアと和睦を結び、その際シメオンの息子ペタル1世に長男クリストフォロスの娘マリアを降嫁させることで帝国西方の国境を安泰なものとした。一方、東方に対しても名将・ヨハネス・クルクアスのもと、イスラム勢力に対して攻勢をかけ、東方に大きく勢力を拡大することに成功したのである。941年にはキエフ大公国の艦隊にコンスタンティノープルが攻撃されたが、これを撃退している（en:Rus'–Byzantine War (941)）。

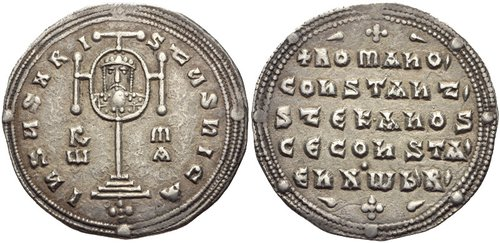
931年-944年のミリアレンセ銀貨（en）。表：十字の中心にロマノス1世。裏：共同皇帝コンスタンティノス7世と、ステファノス、コンスタンティノス（ロマノス1世レカペノスの息子達で共同皇帝）の名が刻まれている。

他方で帝位世襲化の試みは、931年に期待していた長男のクリストフォロスが父に先立って早世したことで結果的に挫折する。ロマノス1世は世襲をあきらめて、944年にはコンスタンティノス7世を帝位継承者として指名した。ロマノス1世には、クリストフォロスのほかにもステファノス、コンスタンティノスといった実子がいたが、ロマノス1世は彼らを無能と評していたため、継承者から除外したのである。ところが、この継承に対して二人の実子は不満を持ち、同年12月にロマノス1世は帝位を追われてマルマラ海のプリンキポス諸島（現在のプリンスィズ諸島）へ追放され、修道士にされてしまったのである。
さらに二人は、コンスタンティノス7世をも排除して帝位を我が物にしようとしたが、民衆の支持を得ていたコンスタンティノス7世の排除には失敗し、逆に捕縛されて追放されてしまった。こうして、コンスタンティノス7世が正皇帝として復位することとなった。
ロマノス1世は948年6月15日、孤独な修道士として死去した。レカペノス家の名はその後東ローマ帝国の歴史には登場しなくなるが、ロマノスの庶子で宦官となったバシレイオス・ノソスはコンスタンティノス7世の息子ロマノス2世の治世から、バシレイオス2世によって追放されるまで、事実上の宰相として行政を司り、権勢を誇った。